# Storm Constantine

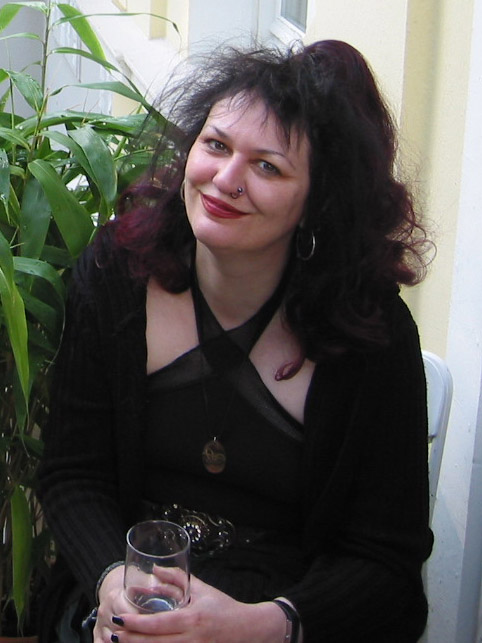
Storm Constantine, 2005

Storm Constantine (* 12. Oktober 1956 in Stafford, England; † 14. Januar 2021) war eine britische Fantasy- und Science-Fiction-Autorin, die in erster Linie durch ihren Wraeththu-Zyklus bekannt wurde.

## Leben
Seit den späten 1980er-Jahren veröffentlichte Constantine über 20 Romane und gab einige Sachbücher heraus. Sie war oft Teilnehmerin bei Diskussionsrunden über alternative Sexualität und Geschlechterdarstellung in der Science Fiction und Fantasy. Viele ihrer Romane beschäftigen sich mit gleichgeschlechtlichen Beziehungen und Hermaphroditen. Ebenso stark vertreten in ihrem Werk sind Magie, Mystizismus und Legenden wie die Grigori.
2003 gründete sie Immanion Press mit Sitz in Stafford. Das Verlagshaus verlegt nicht nur ihre eigenen Werke, sondern auch andere britische Autoren aus dem Bereich Science Fiction und Fantasy.
Sie starb am 14. Januar 2021 nach langer Krankheit im Alter von 64 Jahren.

## Auszeichnungen
- 1993 Interzone Readers Poll für Priest of Hands in der Kategorie „Fiction“

## Bibliografie

### Wraeththu-Chroniken
Wraeththu Chronicles
- 1 The Enchantments of Flesh and Spirit (1987)
  - Deutsch: Der Zauber von Fleisch und Geist. Übersetzt von Biggi Winter. Heyne SF&F #5456, München 1996, ISBN 3-453-10956-2. Auch als: Der Zauber von Fleisch und Geist. Übersetzt von Marion Müller. Zauberfeder-Verlag, Braunschweig 2006, ISBN 3-938922-01-X.
- 2 The Bewitchments of Love and Hate (1988)
  - Deutsch: Im Bann von Liebe und Hass. Übersetzt von Biggi Winter. Heyne SF&F #5457, München 1996, ISBN 3-453-10957-0.
- 3 The Fulfilments of Fate and Desire (1989)
  - Deutsch: Die Erfüllung von Schicksal und Begehren. Übersetzt von Biggi Winter. Heyne SF&F #5458, München 1996, ISBN 3-453-10960-0.
- Wraeththu (Sammelausgabe von 1–3; 1993)
- The Wraeththu Chronicles (Sammelausgabe von 1–3; 2006)

Wraeththu Histories
- 1 The Wraiths of Will and Pleasure (2003)
- 2 The Shades of Time and Memory (2004)
- 3 The Ghosts of Blood and Innocence (2005)

Wraeththu Mythos
- The Hienama: A Story of the Sulh (2005)
- Student of Kyme (2008)
- The Moonshawl (2014)

Grimoire Dehara
- 1 Kaimana (2005)
- 2 Ulani (2016, mit Taylor Ellwood)
- 3 Nahir Nuri (2017, mit Taylor Ellwood)

Para Anthologies (mit Wendy Darling)
- 1 Paragenesis: Stories of the Dawn of Wraeththu (2010)
- 2 Para Imminence: Stories of the Future of Wraeththu (2012)
- 3 Para Kindred: Enigmas of Wraeththu (2014)
- 4 Para Animalia: Creatures of Wraeththu (2016)
- 5 Para Spectral: Hauntings of Wraeththu (2018)

Kurzgeschichten:
- Paragenesis (1998, Kurzgeschichte in: Edward E. Kramer und James O’Barr (Hrsg.): Shattered Lives and Broken Dreams; mit Wendy Darling)
- Beneath My Skin a Vein of You (2016, in: Storm Constantine und Wendy Darling (Hrsg.): Para Animalia: Creatures of Wraeththu)
- Clouds Like Hair (2016, in: Storm Constantine und Wendy Darling (Hrsg.): Para Animalia: Creatures of Wraeththu)

Blood, the Phoenix and a Rose (Kurzgeschichten)
- Half Sick of Shadows (2016, in: Storm Constantine: Blood, the Phoenix and a Rose: An Alchymical Triptych)
- A Pyramid of Lions (2016, in: Storm Constantine: Blood, the Phoenix and a Rose: An Alchymical Triptych)
- Song of the Cannibals (2016, in: Storm Constantine: Blood, the Phoenix and a Rose: An Alchymical Triptych)
- Blood, the Phoenix and a Rose: An Alchymical Triptych (2016, Sammlung)

Einzelveröffentlichungen
- A Raven Bound with Lilies (Sammlung, 2017)
- Songs to Earth and Sky: Stories of the Seasons (Anthologie, 2017)
- Breathe, My Shadow (Roman, 2019)

Kurzgeschichten
- A Message in Ashes (2017, in: Storm Constantine: Songs to Earth and Sky: Stories of the Seasons)
- The Old Fierce Pull of Blood (2017, in: Storm Constantine: Songs to Earth and Sky: Stories of the Seasons)
- Solarisel’s Covenant: A Sequel to Summer (2017, in: Storm Constantine: Songs to Earth and Sky: Stories of the Seasons)

### Weitere Serien
Corinna Trogarden / Artemis
- 1 The Monstrous Regiment (1990)
- 2 Aleph (1991)

Grigori-Trilogie
- 1 Stalking Tender Prey (1995)
- 2 Scenting Hallowed Blood (1996)
- 3 Stealing Sacred Fire (1997)

Magravandias Chronicles
- 1 Sea Dragon Heir (1999)
- 2 Crown of Silence (2000; auch: The Crown of Silence, 2002)
- 3 The Way of Light (2001)
- The Face of Sekt (2000, Kurzgeschichte in: Nancy Kilpatrick und Thomas S. Roche (Hrsg.): Graven Images: Fifteen Tales of Magic and Myth)

System of Khemetic Magic
- 1 Coming Forth By Day (2019)

### Romane
- Hermetech (1991)
  - Deutsch: Hermetech. Übersetzt von Christian Mähr. Heyne SF&F #5008, München 1993, ISBN 3-453-06587-5.
- Burying the Shadow (1992)
  - Deutsch: Schattengräber. Übersetzt von Christian Mähr. Heyne SF&F #5336, München 1995, ISBN 3-453-08534-5.
- Sign for the Sacred (1993)
- Calenture (1994)
- The Thorn Boy (1999)
- Bast and Sekhmet: Eyes of Ra (1999; mit Eloise Coquio)
- Thin Air (1999)
- Silverheart (2000; mit Michael Moorcock)
- She (2018; mit Andrew Collins)

### Sammlungen
- Colurastes (1995)
- Three Heralds of the Storm (1997)
- The Oracle Lips (1999)
- The Thorn Boy and Other Dreams of Dark Desire (2002)
- Mythanima (2006)
- Mythophidia (2008)
- Mythangelus (2009)
- Mytholumina (2010)
- Mythanimus (2011)
- Whatnots and Curios (2015)
- Splinters of Truth (2016)
- Mythumbra (2018)

### Kurzgeschichten
1988:
- They Hunt … (1988, in: Rob Meades und David B. Wake (Hrsg.): The Drabble Project)

1989:
- The Pleasure Giver Taken (1989, in: David Garnett (Hrsg.): Zenith: The Best in New British Science Fiction)
- As It Flows to the Sea … (1989, in: Caitlín Matthews und Rachel Pollack (Hrsg.): Tarot Tales)

1990:
- The Time She Became (1990, in: David Garnett (Hrsg.): Zenith 2)
- Did You Ever See Oysters Walking Up the Stairs? (1990, in: Roz Kaveney (Hrsg.): More Tales From the Forbidden Planet)
- Lacrymata (Warhammer-Erzählung, 1990, in: David Pringle und Neil Jones (Hrsg.): Deathwing)
  - Deutsch: Lacrymata. Übersetzt von Walter Brumm. In: Neil Jones und David Pringle (Hrsg.): Genräuber. Heyne SF&F #5554, 1997, ISBN 3-453-12639-4.
- The Vitreous Suzerain (1990, in: The Gate, #3)
- The Heart of Fairen De’ath (1990, in: Weird Tales, Winter 1990/1991)
- Last Came Assimilation (1990, in: David V. Barrett (Hrsg.): Digital Dreams)

1991:
- By the River of If Only, in the Land of Might Have Been (in: Fear #25, January 1991)
- Immaculate (1991, in: David Garnett (Hrsg.): New Worlds 1)
- The College Spirit (1991, in: Neil Gaiman und Alex Stewart (Hrsg.): Temps)
- How Enlightenment Came to the Tower (1991, in: Scheherazade 2)

1992:
- The Deliveress (1992, in: Mary Gentle und Roz Kaveney (Hrsg.): Villains!)
- Poisoning the Sea (1992, in: Brian Stableford (Hrsg.): The Dedalus Book of Femmes Fatales)
- Priest of Hands (in: Interzone, #58 April 1992)
- Built on Blood (in: Interzone, #64 October 1992)
- Preservation (in: R.E.M #2, November 1992)
- A Change of Season (1992, in: Mary Gentle und Roz Kaveney (Hrsg.): The Weerde: Book 1)
- The Law of Being (1992, in: Alex Stewart (Hrsg.): Euro Temps)

1993:
- The Green Calling (in: Interzone, #73 July 1993)

1994:
- Sweet Bruising Skin (1994, in: Ellen Datlow und Terri Windling (Hrsg.): Black Thorn, White Rose)
- Candle Magic (1994, in: Peter Crowther (Hrsg.): Blue Motel)

1995:
- Blue Flame of a Candle (1995, in: Edward E. Kramer und Peter Crowther (Hrsg.): Tombs)

1996:
- Return to Gehenna (1996, in: Peter Crowther und Edward E. Kramer (Hrsg.): Dante’s Disciples)
- Kiss Booties Night-Night (1996, in: Richard Glyn Jones (Hrsg.): Cybersex)
- Remedy of the Bane (in: Realms of Fantasy, August 1996)
- Fire Born (in: Science Fiction Age, November 1996)
- Of a Cat, but Her Skin (1996, in: Ellen Datlow (Hrsg.): Twists of the Tale: Cat Horror Stories)
  - Deutsch: Katze und Fell. Übersetzt von Joachim Körber. In: Ellen Datlow (Hrsg.): Das große Lesebuch der fantastischen Katzengeschichten. Goldmann Fantasy #24963, 2001, ISBN 3-442-24963-5.
- Dancer for the World’s Death (1996)

1997:
- The Rust Islands (in: Interzone, #117 March 1997)
- The Oracle Lips (1997, in: Martin H. Greenberg und Lawrence Schimel (Hrsg.): The Fortune Teller)
- Angel of the Hate Wind (1997, in: Peter Crowther (Hrsg.): Destination Unknown)
- Such a Nice Girl (1997, in: Stephen Jones und David Sutton (Hrsg.): Dark Terrors 3: The Gollancz Book of Horror)
  - Deutsch: So ein nettes Mädchen. Übersetzt von Sigrid Langhaeuser. In: Frank Festa (Hrsg.): Die graue Madonna. Festa Horror TB #1521, 2008, ISBN 978-3-86552-061-6.

1998:
- My Lady of the Hearth (1998, in: Ellen Datlow und Terri Windling (Hrsg.): Sirens and Other Daemon Lovers)
- Night’s Damozel (in: Interzone, #138 December 1998; mit Eloise Coquio)

1999:
- Curse of the Snake (1999, in: Storm Constantine: The Oracle Lips)
- The Feet, They Dance (1999, in: Storm Constantine: The Oracle Lips)
- God Be with You (1999, in: Storm Constantine: The Oracle Lips)
- Heir to a Tendency (1999, in: Storm Constantine: The Oracle Lips)
- Nocturne: The Twilight Community (1999, in: Storm Constantine: The Oracle Lips)
- Panquilia in the Ruins (1999, in: Storm Constantine: The Oracle Lips)
- The Thorn Boy (1999)

2001:
- Joy in Desire (2001, in: M. P. N. Sims, L. H. Maynard und David J. Howe (Hrsg.): F20 Two)
- Just His Type (2001, in: Stephen Jones (Hrsg.): The Mammoth Book of Vampire Stories by Women)

2002:
- The Island of Desire (2002, in: Storm Constantine: The Thorn Boy and Other Dreams of Dark Desire)
- Living with the Angel (2002, in: Storm Constantine: The Thorn Boy and Other Dreams of Dark Desire)
- The Nothing Child (2002, in: Storm Constantine: The Thorn Boy and Other Dreams of Dark Desire)
- Spinning for Gold (2002, in: Storm Constantine: The Thorn Boy and Other Dreams of Dark Desire)
- The Thorn Boy (2002, in: Storm Constantine: The Thorn Boy and Other Dreams of Dark Desire)
- The True Destiny of the Heir to Emiraldra (2002, in: Storm Constantine: The Thorn Boy and Other Dreams of Dark Desire)

2006:
- An Old Passion (2006, in: Alison L. R. Davies (Hrsg.): Shrouded by Darkness: Tales of Terror)

2008:
- Owl Speak (2008, in: Ian Whates (Hrsg.): Myth-Understandings)

2010:
- The Germ of Life (2010, in: Storm Constantine: Mytholumina)
- So What’s Forever (2010, in: Storm Constantine: Mytholumina)
- Time Beginning at Break of Day (2010, in: Storm Constantine: Mytholumina)
- Where the Vampires Live (2010, in: Ian Whates (Hrsg.): The Bitten Word)

2012:
- Do as Thou Wilt (2012, in: Jonathan Oliver (Hrsg.): Magic: An Anthology of the Esoteric and Arcane)

2013:
- The Drake Lords of Kyla (2013, in: Ian Whates (Hrsg.): Legends: Stories in Honour of David Gemmell)
- The Order of Scales (2013, in: Allen Ashley (Hrsg.): Astrologica: Stories of the Zodiac)
- Long Indeed Do We Live … (2013, in: Ian Whates (Hrsg.): Looking Landwards: Stories Commemorating the 75th Anniversary of the Institution of Agricultural Engineers)

2014:
- A Winter Bewitchment (2014, in: Ian Whates (Hrsg.): La Femme)

2015:
- At the Sign of the Leering Angel (in: Dark Discoveries #30, Winter 2015)
- The Saint’s Well (2015, in: David V. Barrett (Hrsg.): Tales from the Vatican Vaults)
- In Exile (2015, in: Storm Constantine: Night’s Nieces: The Legacy of Tanith Lee)
- In the Earth (2015, in: Allen Ashley (Hrsg.): Creeping Crawlers)

2016:
- Colin’s Cough (2016, in: Storm Constantine: Splinters of Truth)
- The Farmer’s Bride (2016, in: Storm Constantine: Splinters of Truth)
- The Fool’s Path (2016, in: Storm Constantine: Splinters of Truth)
- Haven (2016, in: Storm Constantine: Splinters of Truth)
- The Order of the Scales (2016, in: Storm Constantine: Splinters of Truth)
- Spirit of Place (2016, in: Storm Constantine: Splinters of Truth)
- A Tour of the House (2016, in: Storm Constantine: Splinters of Truth)
- Violet’s House, or Songs the Martyrs Sang (2016, in: Storm Constantine: Splinters of Truth)
- From the Cold Dark Sea (2016, in: Lynne Jamneck (Hrsg.): Dreams from the Witch House: Female Voices of Lovecraftian Horror)
- The Secret Gallery (2016, in: Storm Constantine und Paul Houghton (Hrsg.): Dark in the Day)

2017:
- When He Comes Home Through the Snow (2017, in: Storm Constantine: The Darkest Midnight in December: Ghost Stories for the Winter Season)

2018:
- The Foretelling (2018, in: Storm Constantine: Mythumbra)
- Master of None (2018, in: Storm Constantine: Mythumbra)
- Down Into Silence (2018, in: Doug Draa (Hrsg.): What October Brings: A Lovecraftian Celebration of Halloween)
- Bone Fire (2018, in: Stephen Jones (Hrsg.): The Mammoth Book of Halloween Stories)
- La Ténébreuse (2018, in: Peter Coleborn und Jan Edwards (Hrsg.): The Alchemy Press Book of Horrors)

### Anthologien
- What a Long Strange Trip It’s Been (2011)
- Night’s Nieces: The Legacy of Tanith Lee (2015)
- Dark in the Day (2016; mit Paul Houghton)
- The Darkest Midnight in December: Ghost Stories for the Winter Season (2017)
- Visionary Tongue (2017)

### Sachliteratur
- When the Angels Came (1992)
- The Inward Revolution (1998; mit Deborah Benstead)
- Bast and Sekhmet : Eyes of Ra (1999; mit Eloise Coquio)
- Egyptian Birth Signs (2002)
- Pop Culture Magick (2004; mit Taylor Elwood)
- Sekhem Heka : A Natural Healing and Self-Development System (2008)